# Placidus Sprenger

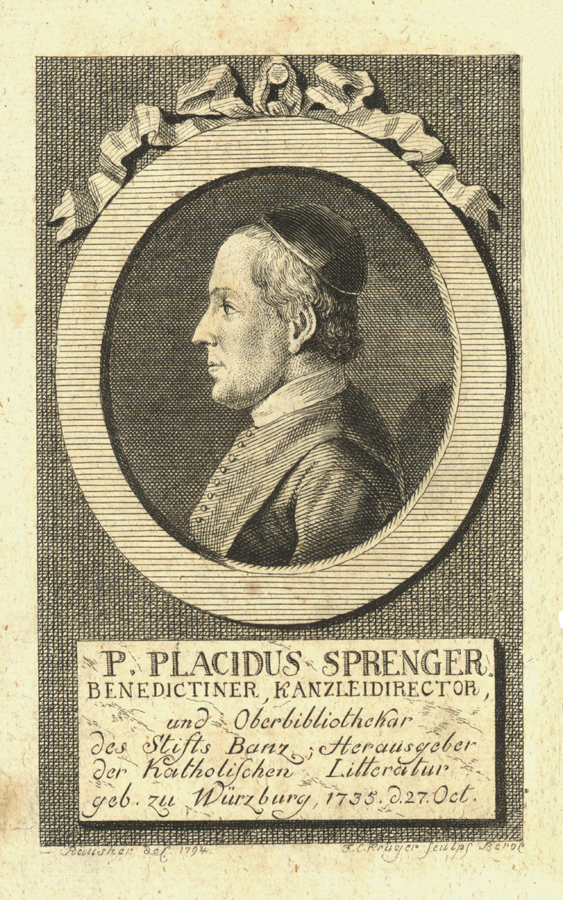
Placidus Sprenger

Placidus Johann Philipp Sprenger OSB (* 27. Oktober 1735 in Würzburg; † 23. September 1806 in Staffelstein) war ein  deutscher Benediktiner, Herausgeber und Geschichtsschreiber.

## Leben
Er widmete  sich ursprünglich dem Studium der Rechte und wandte sich dann dem Studium der Theologie zu, um Geistlicher zu werden. 1762 trat er in das Benediktinerkloster Banz ein und erhielt dort 1766 die Priesterweihe. 1773 wurde er Professor der Theologie, 1777 Bibliothekar des Klosters. Er wurde 1796 zum Prior des Stephansklosters zu Würzburg (heute evangelisch-lutherische Pfarrkirche) gewählt. Dieses Amt in Würzburg hatte er drei Jahre inne, nach dieser Zeit ging er wieder in sein Heimatkloster zurück, wo ihm das Amt des Priors übertragen wurde. Er war mit den Patres Dominikus Schramm, Roman Schad und anderen ein Vertreter der Aufklärung.

## Werke
Er entfaltete seine literarische Tätigkeit in den von ihm ab 1773 herausgegebenen Zeitschriften Fränkischer Zuschauer, 1775 Litteratur des katholischen Deutschlands, dieses Magazin nahm 1792 den Titel Litterarisches Magazin für Katholiken und deren Freund an. Die Redaktion dieser Zeitschrift ging nach seiner Berufung nach Würzburg in andere Leitung über, jedoch schrieb er weiterhin für dieses Magazin. Zwischen 1784 und 1792 veröffentlichte er in drei Bänden Thesaurus rei patristicae, 1800 erschien Aelteste Buchdruckergeschichte von Bamberg, 1806 der erste Band des durch seinen Tod verhinderten Werkes Diplomatische Geschichte der Benediktiner Abtey Banz in Franken 1058-1251.